# Кингстон (Тенеси)
Кингстон (енгл. Kingston) град је у америчкој савезној држави Тенеси.

## Демографија
По попису из 2010. године број становника је 5.934, што је 670 (12,7%) становника више него 2000. године.
| Група             | 2000.         | 2010.         |
| Белци             | 4.907 (93,2%) | 5.495 (92,6%) |
| Афроамериканци    | 187 (3,6%)    | 205 (3,5%)    |
| Азијати           | 26 (0,5%)     | 47 (0,8%)     |
| Хиспаноамериканци | 51 (1,0%)     | 103 (1,7%)    |
| Укупно            | 5.264         | 5.934         |